# Lasioglossum percingulatum
Lasioglossum percingulatum là một loài Hymenoptera trong họ Halictidae. Loài này được Rayment mô tả khoa học năm 1935.